# Desolated
Desolated ist eine 2007 gegründete Metalcore-Band aus Southampton, Vereinigtes Königreich.

## Geschichte
Desolated wurde 2007 in der britischen Stadt Southampton gegründet und besteht aus dem Sänger Paul Williams, den Gitarristen Rich Unsworth und Deathcore Andy, dem Bassisten Ethan Gardener und dem Schlagzeuger Mitch White.
Am 9. Juli 2012 erschien das zweite Studioalbum Verse of Judas über Holy Roar Records. Das 2010 erschienene Debütalbum The Corruption of Life wurde in Eigenregie produziert und veröffentlicht.
Auf Konzerten spielte Desolated bereits mit Gruppen wie First Blood, Born from Pain, Coldburn, Science of Sleep, Nasty und War from a Harlots Mouth.  Die Gruppe spielte 2014 als Ersatz für Raised Fist auf dem With Full Force.
Am 24. Juni 2014 wurde bekannt, dass die Band einen Plattenvertrag mit Siege of Amida Records/Century Media abgeschlossen habe. Auch wurde ein neues Album für das Frühjahr 2015 angekündigt. Außerdem wurde noch vor der Veröffentlichung des Albums eine 7" unter dem Namen Fear of Life herausgebracht. Die EP Disorder of Mind und das Album Verse of Judas wurden auf digitaler Ebene über Siege of Amida Records neu aufgelegt. Im Oktober 2014 tourte Desolated als Headliner entlang der Westküste der Vereinigten Staaten.
Zwischen dem 6. und 28. März 2015 tourte die Gruppe mit Nasty, Cruel Hand, Lionheart und Coldburn im Rahmen der Taste of Anarchy Tour durch Europa. Am 5. Februar 2016 erschien mit The End das dritte Album, dieses Mal über Beatdown Hardwear.

## Stil
In der Vergangenheit wurde der Band vorgeworfen, eine Kopie von Brutality Will Prevail zu sein. Allerdings spielt Desolated, im Gegensatz zu Brutality Will Prevail, eine härtere Version des Hardcore Punk, welcher auch als Beatdown oder Moshcore bezeichnet wird.

## Galerie

Desolated, aktuelle Besetzung live auf dem Metal Frenzy, Gardelegen 2017
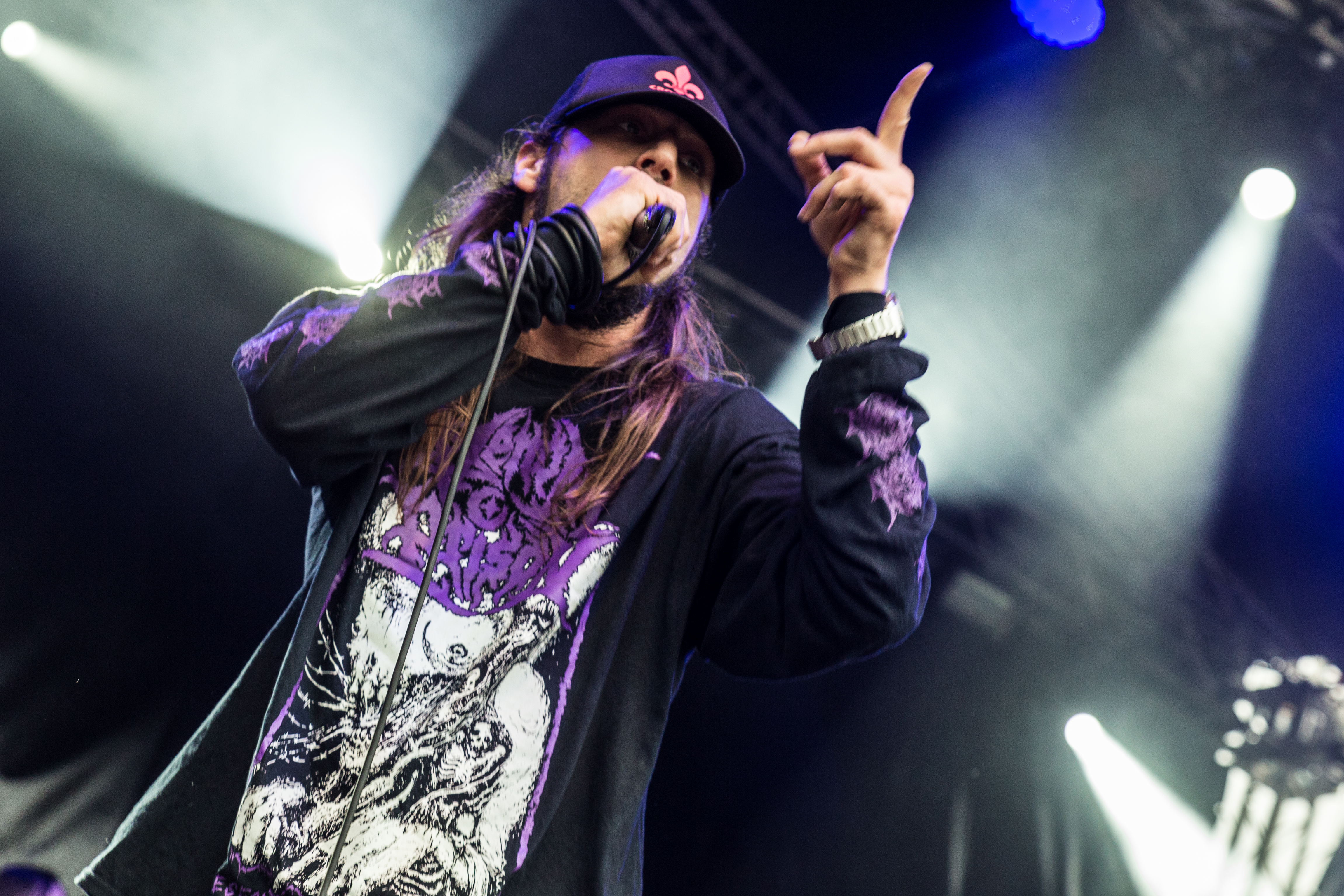
Paul Williams
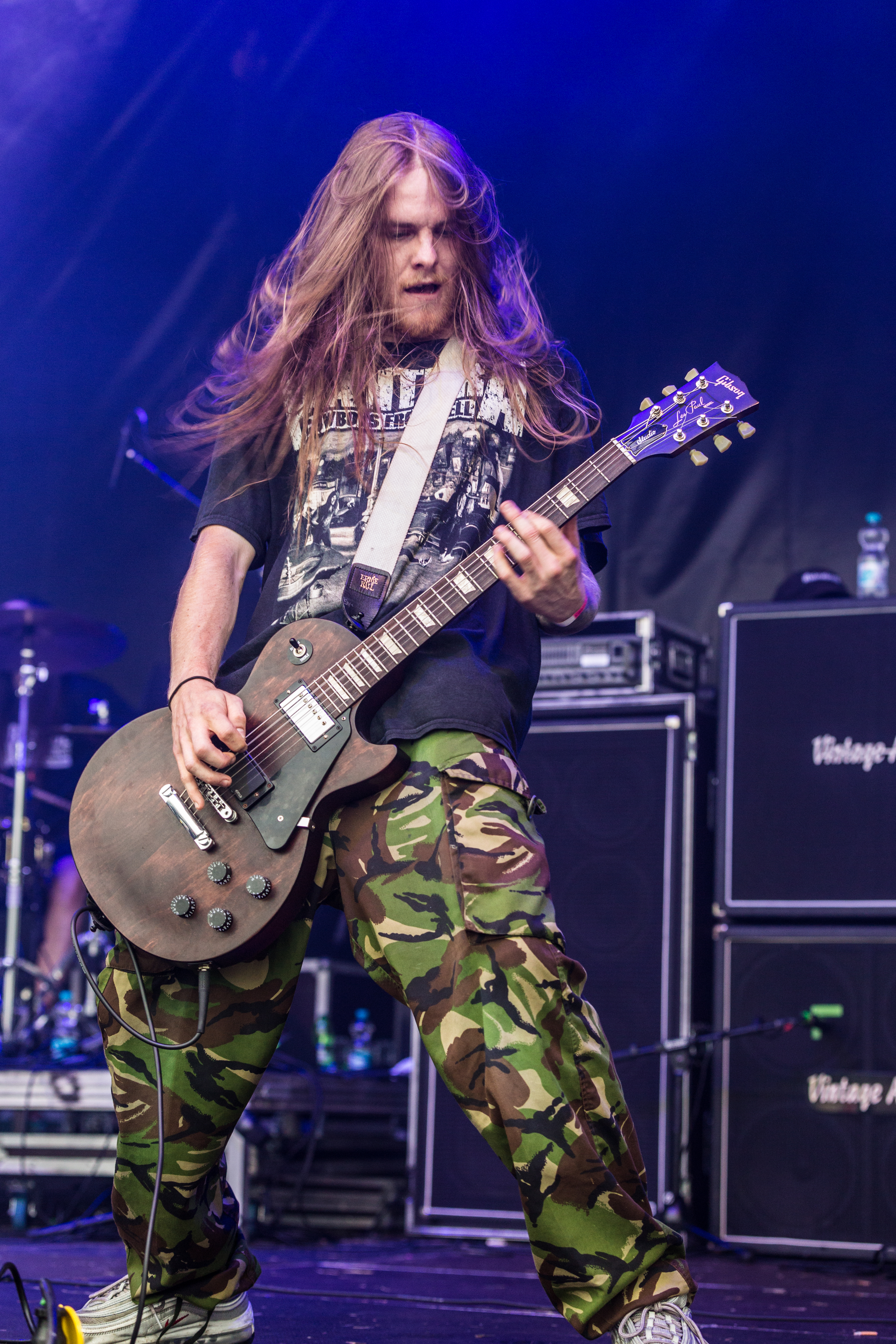
Rich Unsworth
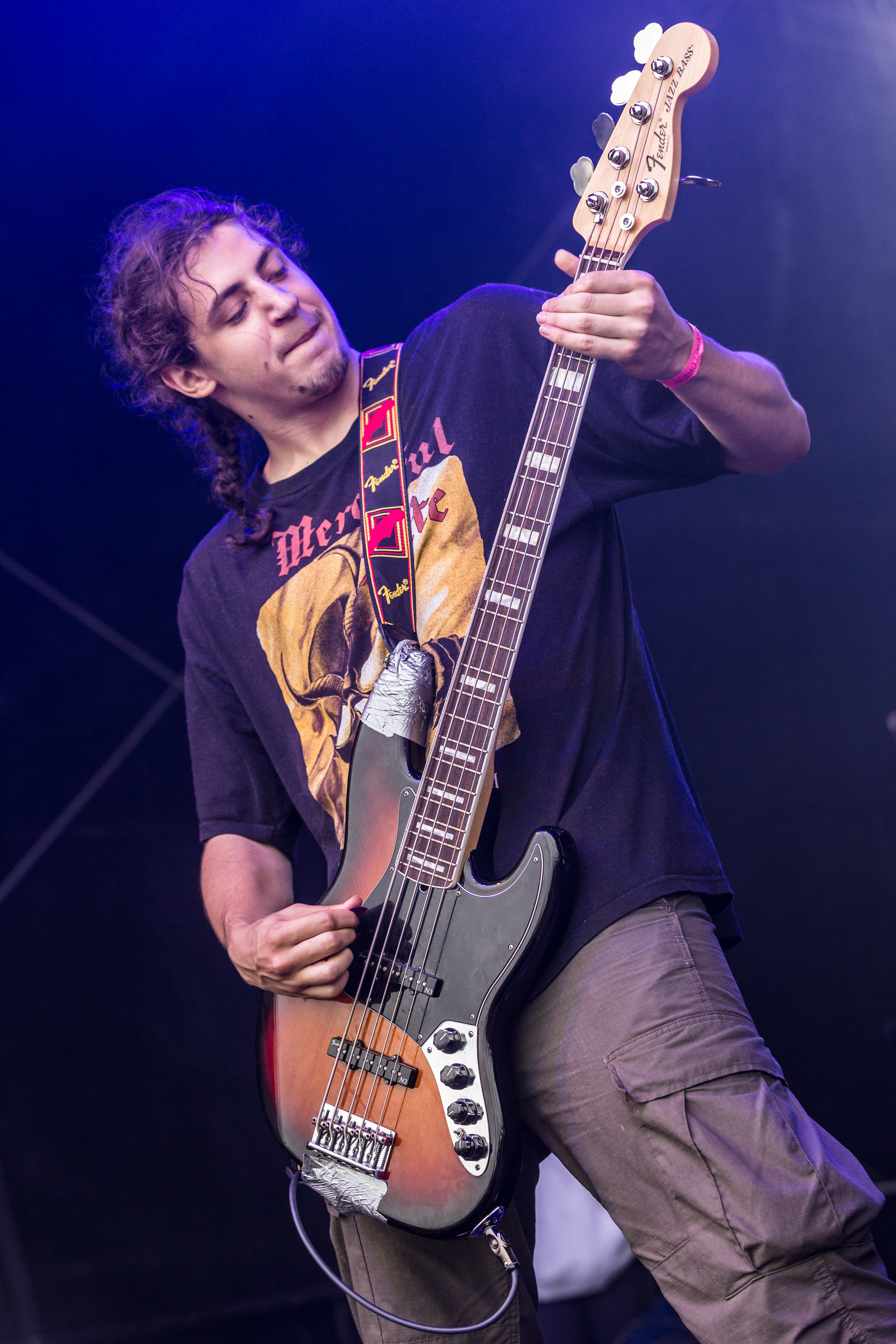
Dan Ford
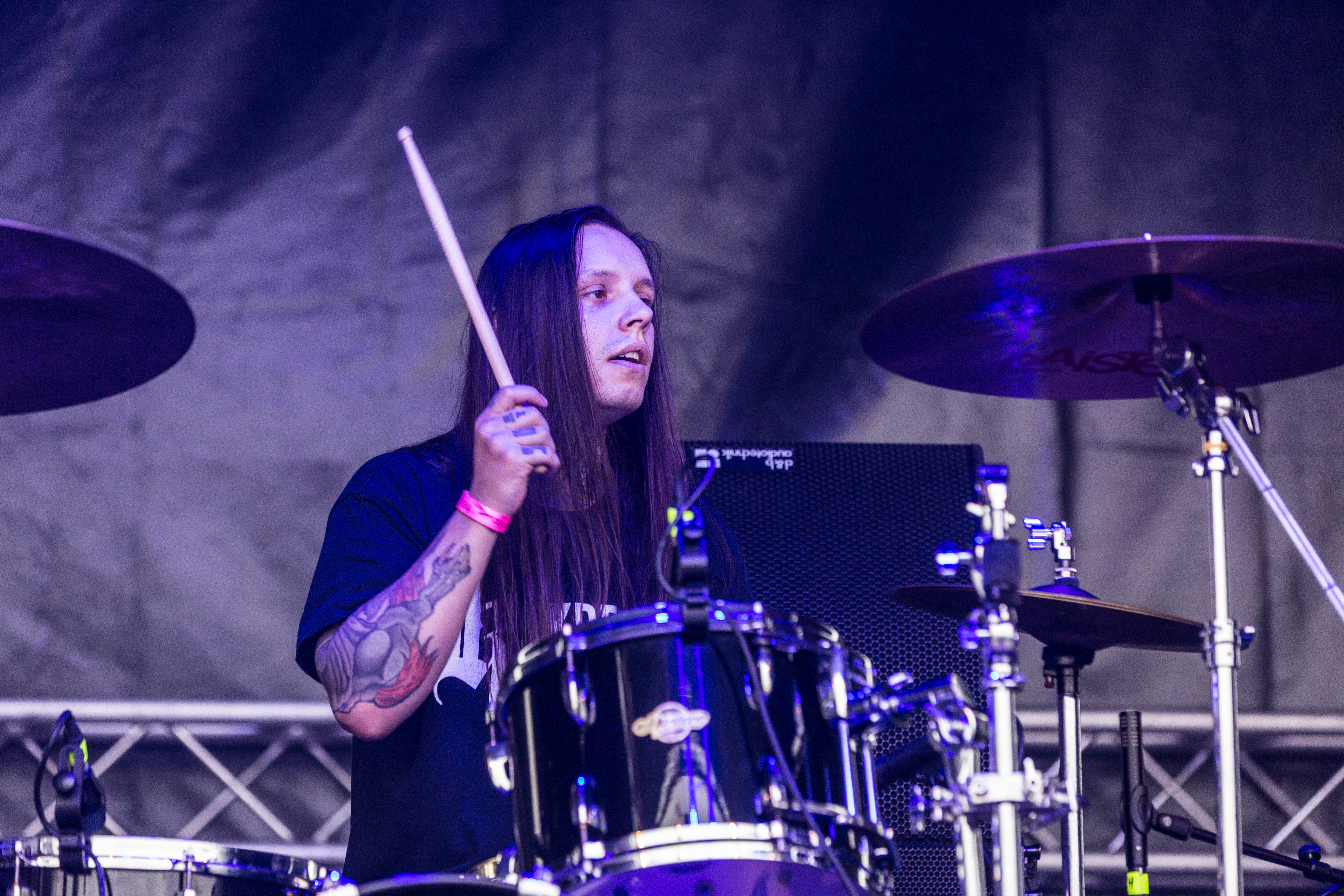
Aaron Kitcher

## Diskografie

### Demos und EPs
- 2008: Demo
- 2009: Bringing the New Day
- 2011: The Sixth Day
- 2013: Disorder of Mind (2014 über Siege of Amida Records neu aufgelegt)
- 2014: Fear of Life (Siege of Amida Records, Century Media)
- 2019: A New Realm of Misery

### Alben
- 2010: The Birth of Corruption
- 2012: Verse of Judas (Holy Roar Records, 2014 über Siege of Amida Records neu aufgelegt)
- 2016: The End (BDHW Records)